# Elaine Gomes
Elaine Gomes Barbosa (n. 1 iunie 1992, Fortaleza, Ceará) este o jucătoare profesionistă de handbal din Brazilia. Din vara lui 2021 până în ianuarie 2022 a evoluat pe postul de pivot la echipa de club CS Minaur Baia Mare și în echipa națională de handbal feminin a Braziliei.
Elaine Gomes și-a trecut în palmares titlul de campioană mondială în anul 2013 cu naționala Braziliei, iar în anul 2015 a obținut medalia de aur la Jocurile Pan Americane. În sezonul 2016-2017, pentru o scurtă perioadă, iunie-octombrie 2016, Elaine Gomes a fost componentă a echipei HCM Râmnicu Vâlcea iar în sezonul 2019-2020 a evoluat pentru Corona Brașov.

## Palmares
- Campionatul Mondial:
  -  Medalie de aur: 2013

- Jocurile Panamericane:
  -  Medalie de aur: 2015, 2019

- Campionatul Central și Sud-American:
  -  Câștigătoare: 2018

- Cupa EHF:
  - Turul 3: 2020

- Superliga Turcă:
  -  Câștigătoare: 2017
  -  Medalie de argint: 2018

- Campionatul Franței:
  - Semifinalistă: 2019